# Зимата на нашето недоволство
„Зимата на нашето недоволство“, публикуван през 1961 г., е последният роман на Джон Стайнбек, който той завършва преди смъртта си през 1968 г. Друг негов роман, „Крал Артур и неговите доблестни рицари“, както и сценарият за „Вива, Сапата!“ са публикувани посмъртно в недовършен вид.
Заглавието е препратка към първите 2 реплики от пиесата „Ричард III“ от Уилям Шекспир: „Сега е зимата на нашето недоволство / Преобразена във величествено лято от това слънце на Йорк“. (Йорк, по името на град Йорк, е феодалната групировка, на чиято страна Ричард Глостър участва във Войната на розите).

## Главни герои
- Итън-Алън Хоули – продавач в магазин за хранителни стоки (протагонистът, но по-късно - и антагонистът в историята)
- Мари Хоули – съпругата на Итън
- Алън и Елън Хоули – неговите порастващи деца (тийнейджъри)
- Дани Тейлър – приятел на Итън от детинство, иначе много богат човек, но изпаднал до положението на безпаричен градски пияница
- Джоуи Морфи – банков касиер и местен плейбой (сваляч)
- Марджи Йънг-Хънт – съблазнителка на средна възраст и приятелка на Мери
- Господин Бейкър – банкер, шеф на Джоуи
- Алфио Маруло – италиански емигрант, собственик на магазина за хранителни стоки (бакалията), в който работи Итън

## Сюжет
Итън-Алън Хоули е потомък на богати аристократи, пирати и китоловци, властвали над малко градче в щата Лонг Айлънд, САЩ, но славата на неговия род е останала в миналото, откакто покойният му баща е изгубил семейното богатство. Оттогава в района се разпорежда банкерското семейство Бейкър, а самият Итън се е видял принуден да се хване на работа в магазина на ненавиждания от него сицилиански емигрант Алфио Маруло, човек когото познава, само като безсъвестен и нагъл мошеник, мислещ единствено за пари и печалби.
Предвид знатния му произход и жалкото му съществование, амбициозната му жена Мери е винаги крайно недоволна от неговото упорство да се придържа, към онези морални ценности, които вярва, че са били винаги характерни за предците му (дори когато са се занимавали с морско разбойничество). Той е решен да не се забърква в нищо незаконно (дори се съпротивлява срещу опитите на началника си да го обучи в разни елементарни търговски хитрини, защото ги смята за нечестни). 
Дъщеря му Елън му съчувства и го подкрепя, но неговият син Алън се поддава на влиянието на майка си и на изобилната пропаганда на всичко, осигуряващо шансове за успех в обществото, но с цената на нравствеността. Всъщност всички около Итън-Алън, освен Елън, се опитват да го подсторят някак към нещо недостойно, та дано си подобри социалното и икономическо положение и той постепенно започва да се вслушва в съветите им и да ги намира за резонни, замисля се дали пък да изостави за някое време принципите си "в отдих", да постъпи както те биха сторили и - вече възползвал се от възможностите и забогатял - да се върне отново към високите си морални норми (като войник, който убива, но не става убиец - в края на краищата и той самият е бил на война, убивал е и е пращал хора на смърт, като техен командир, а ето че пак си е същият добър и миролюбив човек).
Решението на Итън да спечели богатство и власт е повлияно от критиките и съветите на хората около него. Ексцентричната интригантка Марджи го насърчава да приеме подкуп (от търговски посредник, опитващ се да получи поръчка за магазина); банковият мениджър Бейкър (чиито предшественици Итън обвинява за своята бедност) го приканва да бъде по-безмилостен. Приятелят на Итън, Джоуи, банков касиер, му обяснява подробно как може да обере банката без да го хванат. По-късно Итън наистина предприема, планира и умствено преговаря стъпките на банковия обир, спирайки за кратко поради външни обстоятелства.
Междувременно Итън се сдобива и със самият магазин, в който работи. Това става след като той заподозира, че Маруло е нелегален имигрант и изпраща анонимен сигнал до Имиграционните служби на САЩ. След като Маруло е задържан, Итън е посетен от правителствения агент, който е арестувал шефа му и той му разказва за онази част от живота на италианеца, която до този момент не му е била известна. Благодарение на разказа на агента, Итън проумява, че Алфио Маруло не винаги е бил лош човек, а може и всъщност никога да не е бил. Такъв какъвто той го знае, Маруло е станал в резултат на разочарованието си от идеализираната от него Америка - дошъл е там с цената на тежки жертви, наистина незаконно, но с намерението да живее отдаден на добри дела и водещ живота на действително почтен и уважаван за това човек, сред свобода, равенство и братство, но веднага му е било дадено да разбере и непрестанно потвърждавано, че това са илюзии и напразни надежди, а главното е да не забравяш първата грижа на преуспелия американец: "Гледай да припечелиш някой долар!", което той открай време натяква на подчинения си, с надеждата поне да му спаси живота. Оказва се, че му е приписал магазина си, за да го подсигури материално и да го избави от мизерията и съпътстващите я изкушения - "за да не изгасне още една светлина". 
Още известно време Итън-Алън Хоули не проумява падението си и даже го задълбочава, съдействайки за гибелта на приятеля си Дани, градския пияница. Когато открива, че господин Бейкър, банкерът, се опитва да напие безпаметно алкохолика и да го измами да му прехвърли имотите си - ивица земя, която е крайно необходима на местен бизнесмен за построяването на летище - той решава да го изпревари и съвсем умишлено се оставя да бъде "изигран" от Дани, на когото дава голяма сума пари, уж да се лекува. Скоро намират пияницата мъртъв, след като съвсем е прекалил с пиенето, а Итън се оказва негов наследник. По този начин, той вече е в състояние да контролира задкулисните (скритите) сделки на корумпираните градски бизнесмени и политици. Итън изглежда разбира това, което е направил, но същевременно е уверен, че сам той няма да стане корумпиран. 
В края на книгата, Итън е обхванат от угризения на съвестта и отчаяние, когато става ясно, че синът му е спечелил национален конкурс по писане на есе, плагиатствайки от класически американски творци и оратори. Иска да подтикне младежа към разкаяние, но въобще не успява - той му отвръща, че щом всички мамят и лъжат, значи и той може и трябва, така че няма вина. Това всъщност е същата онази аргументация, подтикнала го към неговите прегрешения; бащата решава да се самоубие за да сложи край поне на своите собствени вече подчертано лош пример и огромно лицемерие. Дъщеря му, която интуитивно усещаща неговите намерения, пуска в джоба му семейния талисман, по време на една дълга целувка. Когато Итън решава да премине към действие, той бърка в джоба си, за да вземе ножчетата за бръснене, но вместо това намира там талисмана. Когато приливът приижда в залива, в който се е уединил, той се бори с вълните, за да се върне при момичето и да му даде амулета, символ на надежда за радост от живота - "за да не угасне още една светлина".

## Литературно значение и критика

### Лично гледище на автора за творбата
В различни писма до приятели, преди и след публикуването, Стайнбек ясно заявява, че е написал романа, за да обърне внимание върху моралната деградация на американската култура през 50-те и 60-те години.

### Благоприятни отзиви
Шведската академия награждава Стайнбек с Нобелова награда за литература за 1962 г. (годината след публикуването на книгата). В речта си при обявяването на наградата секретарят на комитета Андерс Йостерлинг поставя акцент върху пет книги от периода 1935 – 1939 и продължава така:
В това кратко представяне е невъзможно да се спрем в достатъчна степен на отделните произведения, които Стайнбек издаде напоследък. Ако от време на време изглежда критиците са склонни да отбележат определени признаци на намаляваща производителност, на повторения, които биха могли да посочат спад на виталността, Стайнбек опроверга техните страхове най-категорично със Зимата на нашето недоволство (1961), роман, публикуван миналата година. Тук той постига същия стандарт, който постави в Гроздовете на гнева. Той заема отново позицията си на независим тълкувател на истината с непредубеден инстинкт за това кое е действително американско, било то добро или лошо.
Американската критика на неговия роман започва да се променя през 70-те след аферата Уотъргейт; Рилой Гарсиа описва преоценката на своята работа, когато е помолен да актуализира своя оригинален наръчник за Зимата на нашето недоволство: „Книгата, която аз така стремително критикувах като безсъдържателна, сега ме поразява като дълбоко проникновено изследване на американската действителност. По това време аз не осъзнавах, че ние имахме действителност“, и отдава тази промяна на "нашия обогатен опит (нашият опит, който обогатява)".
Atlantic Monthly (Edward Weeks) определя Зимата на нашето недоволство като класически роман за Стайнбек: „Неговият диалог е пълен с живот, впримчването на Итън е гениално, а моралът на този роман маркира завръщането на Стайнбек към настроението и загрижеността, с която е написал Гроздовете на гнева.“
След известен период на съмнения, нарастващото съзнание, че фаустовска сделка е в основата на американската мечта, артикулирано по фамозен начин като „Алчността е добра.“ от Гордън Геко (измамен финансов магнат, игран от Майкъл Дъглас) във филма от 1987 г. Уолстрийт, предизвика нов консенсус в американското общество, по отношение на творчеството на Джон Стайнбек. На конференция в чест на 100-годишнината от рождението му (тоест през 2002 г.) Стийфън К. Джордж заявява: "С тези автори [Сол Белоу, Брент Уийкс, Рут Ганет] бих могъл да претендирам, имайки предвид тяхната многопластова сложност, интригуваща артистичност и ясна морална цел, че Зимата на нашето недоволство се нарежда в първия ешeлон на Стайнбековата белетристика, наред със За мишките и хората, Улица Консервна, На изток от рая, и разбира се, Гроздовете на гнева." 

### Неблагоприятни отзиви
Питър Лиска определя Зимата на нашето недоволство „като неоспоримо доказателство за естетическия и философски неуспех на белетристиката му от последните му години“.
През 1983 г. Керъл Ан Каспарек критикува образа на Итън като неправдоподобен и определя Стайнбековото третиране на упадъка на американския морал, като повърхностно, въпреки че одобрява митичните елементи на историята.

## Филмова адаптация
Романът е претворен в телевизионен филм от Hallmark Hall of Fame през 1983, с участието на Доналд Съдърланд, Тери Гар, и Тюзди Уийлд.

## Допълнителна информация
- Meyer, Michael J. „Transforming Evil to Good: The Image of Iscariot in 'Winter of Our Discontent'“. Steinbeck Quarterly 26.03-04 (Summer/Fall 1993): 101-111.
- Valenti, Peter. „Steinbeck's Geographical Seasons: The Winter of Our Discontent“. Steinbeck Quarterly 26.03-04 (Summer/Fall 1993): 111-117.